# Chiesa di Sant'Antonio Abate (Crema)
La chiesa di Sant’Antonio Abate è un edificio di rito cattolico sito nella città di Crema. È una chiesa vescovile.

## Storia

### XIII-XV secolo
Le prime informazioni che riguardano la presenza di una comunità di canonici regolari di Sant'Antonio di Vienne risalgono all’epoca del ducato di Gian Galeazzo Visconti e precisamente in un decreto dell’anno 1398 nel quale l’ordine veniva dispensato da imposizioni, tagli, oneri, gabelle e dazi in virtù delle opere di pietà svolte. I monaci erano particolarmente riconoscibili poiché vestivano di scuro con scapolare, indossavano una cintura di cuoio ma, soprattutto, esibivano il contrassegno del TAU.

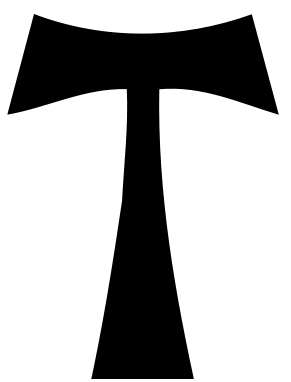
La croce a TAU.

Non è noto, quindi, quando gli antoniani giunsero a Crema ma certamente dopo il 1297, anno nel quale papa Bonifacio VIII approvò la regola desunta dall’ordine agostiniano dei canonici lateranensi.
Non è neppure possibile ricostruire le prime vicende della chiesa che i vicari del vescovo di Piacenza definivano già vetusta; si consideri che Sant’Antonio Abate fu il primo patrono della città assieme a San Sebastiano e solo dopo la peste del 1381 fu scelto San Pantaleone.
Fu affidata, nel corso del XIV secolo agli antoniani che nelle abitazioni a mezzodì e mattina dell’edificio istituirono un ospizio per poveri, viandanti e malati specializzandosi, in particolare, nelle malattie della pelle; la struttura era retta da un priore coadiuvato da un cappellano.
A giudicare dall’unica parte della costruzione preservata fino ad oggi, ossia l’ordine inferiore del campanile, la chiesa antica doveva essere di modeste dimensioni, con la facciata a capanna, in mattoni a vista, con aperture gotiche o forse con il solo rosone o finestra di facciata a dare luce all’interno; dagli atti della visita Castelli 1579 sappiamo che la copertura era in legno non dipinto e vi erano collocati tre altari: il maggiore e quelli dedicati a Sant’Antonio e alla Beata Vergine, tutti con dipinti da restaurare.
Le autorità continuarono per tutto il XV secolo ad offrire particolare benevolenza all’ordine: ad esempio, Filippo Maria Visconti nel 1441 accordava l’esenzione di mettere a disposizione l’ospizio a favore dei militari proprio negli anni in cui la Repubblica di Venezia era in fase di espansione territoriale e ormai si attestava ai confini del Ducato di Milano; ma anche quando Crema nel 1449 divenne dominio veneziano i privilegi verso gli antoniani proseguirono come confermato dalla lettera del doge Francesco Foscari e riportati in una ducale; infine, papa Pio II (1460) confermava all’ordine tutti i privilegi secolari ed ecclesiastici, circostanza che permetteva di mantenere l’autonomia del piccolo ospedale nonostante nel 1455 la Comunità cittadina aveva chiesto al pontefice l’unificazione di tutti gli ospedali e le opere pie religiose.
Nel 1484 era presente una cappella dedicata a Santa Maria e San Tommaso con il giuspatronato della famiglia Benvenuti.

### XVI-XVII secolo
Grazie ad un particolare patente di salvaguardia da parte delle autorità francesi durante la loro breve occupazione (1509-1512) gli antoniani poterono preservare beni e persone; occupato l'ospizio da soldatesche negli anni successivi, l’avogaria indirizzava al Podestà di Crema due lettere (1523 e 1543) per farne osservare esenzioni e concessioni inframezzate da una missiva del Consiglio del 1537.
Nel corso del secolo, probabilmente all’epoca del priore Francesco Pesaro, la cappella dedicata a Santa Maria fu chiusa per ricavarne l'abitazione del cappellano dando vita ad un contenzioso con la famiglia Benvenuti giunto fino al Consiglio dei Quaranta di cui non se ne conosce l'esito.
Il priorato, ad ogni modo, stava andando gradualmente in decadenza probabilmente anche in conseguenza della sconfitta in Europa di particolari malattie della pelle prima molto diffuse come la lebbra e il fuoco sacro venendo meno quindi la principale missione dell’ordine e, forse, anche per l’impossibilità a competere con luoghi di cura dotati di maggiori mezzi. Il visitatore apostolico Castelli non poteva che osservare negativamente nel 1570 come l’ospizio fosse ridotto ad una sola stanza senza camino, con tre soli letti, senza possibilità di dividere uomini e donne.
L’anno della trasformazione in commenda non è noto ma sembrerebbe che il già citato Francesco Pesaro (priore tra il 1491 e il 1534) fosse già commendatario; il cardinale Gianbernardino Scotti, vicario del vescovo di Piacenza in visita a Crema, nel 1566 annotava come il possessore del priorato fosse il veneto Diedo (senza specificarne il nome). Il Redondi ipotizza che il Diedo citato nel 1566 fosse Girolamo figlio di Francesco che fu podestà a Crema tra il 20 gennaio 1546 ed il 1º maggio 1547.
Girolamo fu persona influente in quegli anni: attorno al 1565 verosimilmente si riteneva ormai imminente l’erezione della diocesi per cui offriva 400 scudi – forse corrispondente alla rendita del priorato – quale base per la mensa vescovile, ma la proposta fu rifiutata dal Gran Consiglio cittadino. Gli succedette alla guida del priorato il nipote Giovanni (Gian) Giacomo.
Nel 1580 papa Gregorio XIII istituiva la diocesi di Crema assegnando alla mensa i redditi della prepositura dei Santi Filippo e Giacomo, comunque insufficienti; così Gian Giacomo Diedo rinunciava al priorato di Sant’Antonio Abate rimettendolo nelle mani del pontefice che lo annetteva alla mensa e favorendo la nomina dello zio Girolamo a primo vescovo della città. Per la cronaca: Gian Giacomo Diedo ne fu il suo successore, il secondo vescovo di Crema.

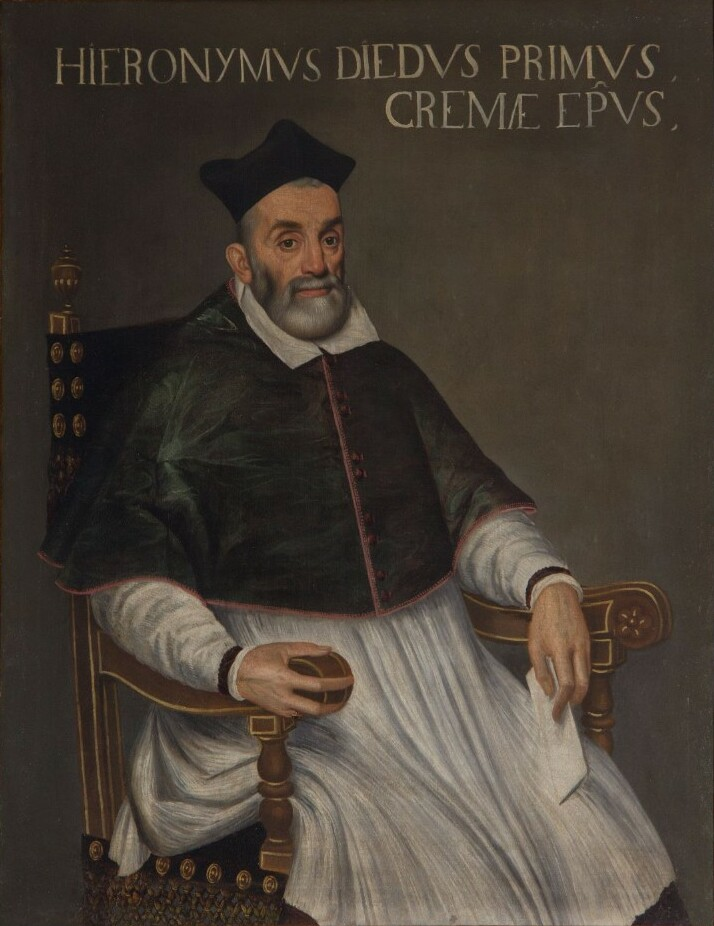
Anonimo, Ritratto del vescovo Girolamo Diedo, olio su tela, 1675-1699 ca., collocato nel Palazzo vescovile.
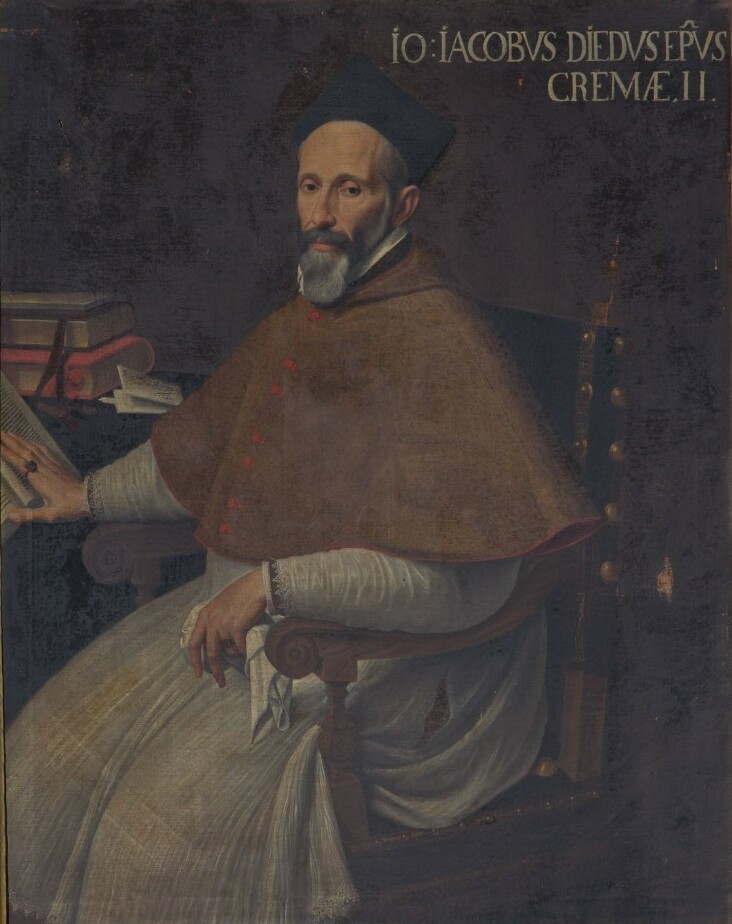
Anonimo, Ritratto del vescovo Gian Giacomo Diedo, olio su tela, 1675-1699 ca., collocato nel Palazzo vescovile.

È noto che nei locali del priorato, già a partire dal 1576, vi si riunivano i membri della confraternita denominata Compagnia della Carità con il fine di praticare opere di misericordia spirituale e materiale; si riunirono presso Sant’Antonio per qualche anno finché nel 1582 la congregazione acquistò un fondo in contrada di Porta Ripalta (odierna via Giacomo Matteotti) ove fecero elevare una propria chiesa con l’adiacente sala delle riunioni.
All'epoca dell'episcopato di Gian Giacomo Diedo il parroco della chiesa della Santissima Trinità Agostino Vecchi istituiva la Congregazione dell'Assunta che dopo qualche anno, verso il 1601, fu trasferita presso la chiesa di Sant'Antonio.

### XVIII secolo e ricostruzione

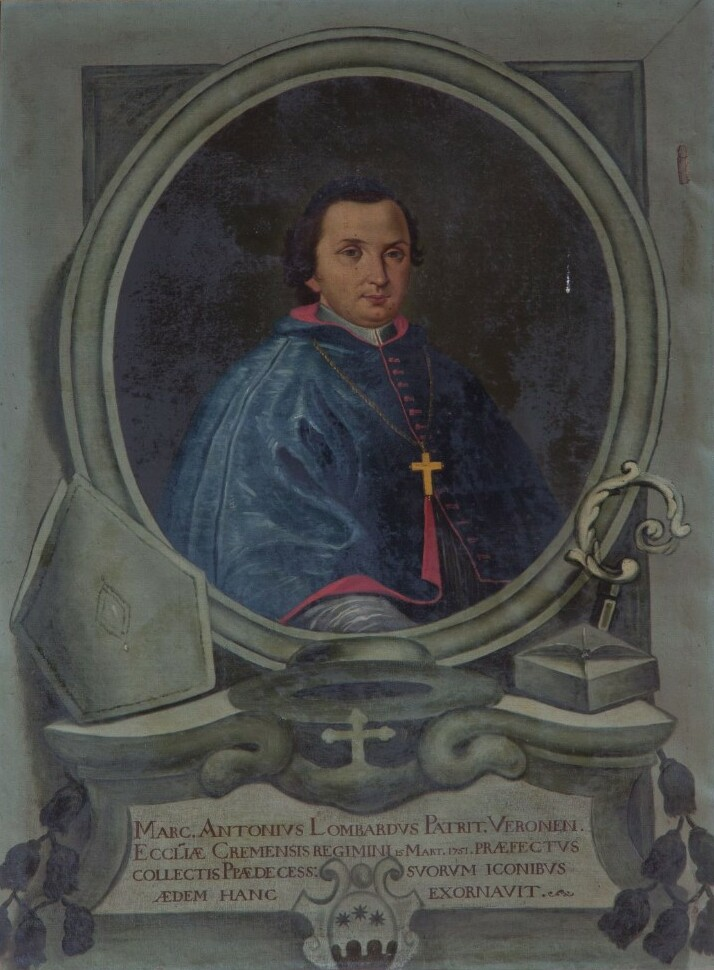
Anonimo, Ritratto del vescovo Marcantonio Lombardi, tempera su tela, 1800-1810 ca., collocato nel Palazzo Vescovile.

Nell’anno 1700, sotto la spinta del vescovo Faustino Giuseppe Griffoni, presso Sant’Antonio fu fondata la Congregazione della Divina Grazia.
Nel 1750 salì sulla cattedra di San Pantaleone Marcantonio Lombardi, discendente di una nobile e facoltosa famiglia veronese; oltre a ricchezze proprie poteva contare anche degli introiti della commenda dell’abbazia di Leno della quale ne era stato investito da papa Clemente XIII. Fu vescovo per 29 anni e impiegò larga parte del suo patrimonio in ambito edilizio con interventi sul seminario, la costruzione della residenza estiva delle Torricelle a Santa Maria della Croce (demolita nel 1881), la trasformazione in stile barocco degli interni del duomo di Crema (1776-1780).
Contemporaneamente ai lavori interni del duomo monsignor Lombardi decise di intervenire anche sulla chiesa di Sant’Antonio anche con l’intento di farne il suo personale sacello, facendola riedificare quasi per intero e consacrandola il 23 luglio 1780.
Monsignor Lombardi morì il 16 gennaio 1781, il giorno prima del giorno dedicato a Sant’Antonio Abate e il suo corpo fu traslato nella chiesa il giorno dopo, di mattino presto e senza corteo né orazione funebre, come da volontà testamentarie.

### XIX e XX secolo
Di evidente della chiesa antica venne preservato solo il campanile: nel 1897, essendo stata soppressa la chiesa dell’ospedale dedicata al Santissimo Salvatore, furono recuperate tre campanelle, il cappellano le acquistò per Sant’Antonio e nell’occasione fece innalzare la torre di un ordine ad imitazione di quello antico e tamponando le finestre del primo.
Verso il 1898 fu allestito l’organo in un vano murario ricavato nella controfacciata, sopra l’ingresso, attribuito ai fratelli Carlo e Luigi Chiodo (ex dipendenti della ditta Inzoli).
Nell’ultimo decennio del XX secolo e nei primi anni 2000 sono stati intrapresi restauri per il recupero dell’edificio e delle opere d’arte. Alle tre campane ottocentesche ne sono state aggiunge ulteriori due: nel 1994 (ditta Mazzola) e nel 2004 (ditta Allanconi).

## Caratteristiche
Non è noto il progettista della ricostruzione settecentesca, ma non si può escludere che lo stesso vescovo Lombardi abbia fornito suggerimenti e indicazioni.

### Esterni
La facciata dà sulla via XX Settembre ed è composta da due ordini divisi da un cornicione in stile dorico.

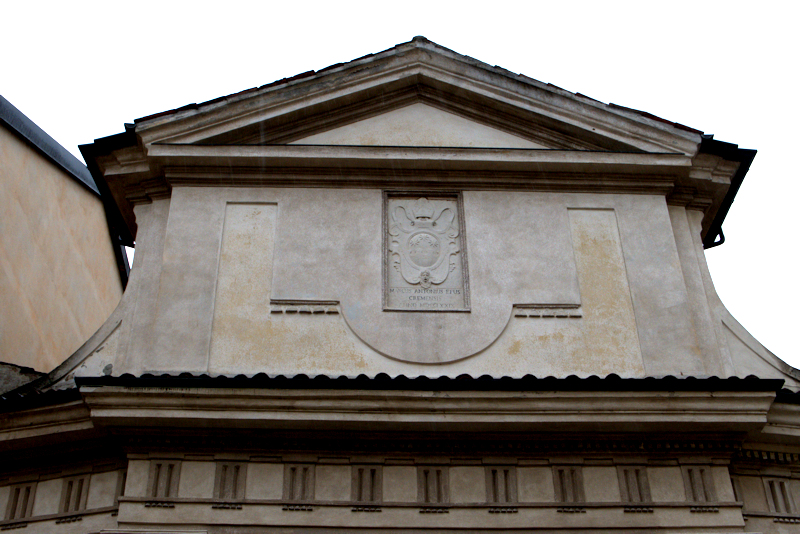
L'ordine superiore con lo stemma del vescovo Lombardi.

L’ordine inferiore è suddiviso in tre parti da lesene, di cui quella centrale è sporgente e nella quale si apre il semplice portale ed una finestra rettangolare; le due parti laterali sono rastremate e lievemente asimmetriche con tre riquadri incorniciati con due aperture nei due superiori. Il secondo ordine è composto da una cimasa che si raccorda al cornicione tramite due volute, conclusa da un timpano triangolare; in mezzo vi è collocato lo stemma di Marc’Antonio Lombardi con la seguente epigrafe:

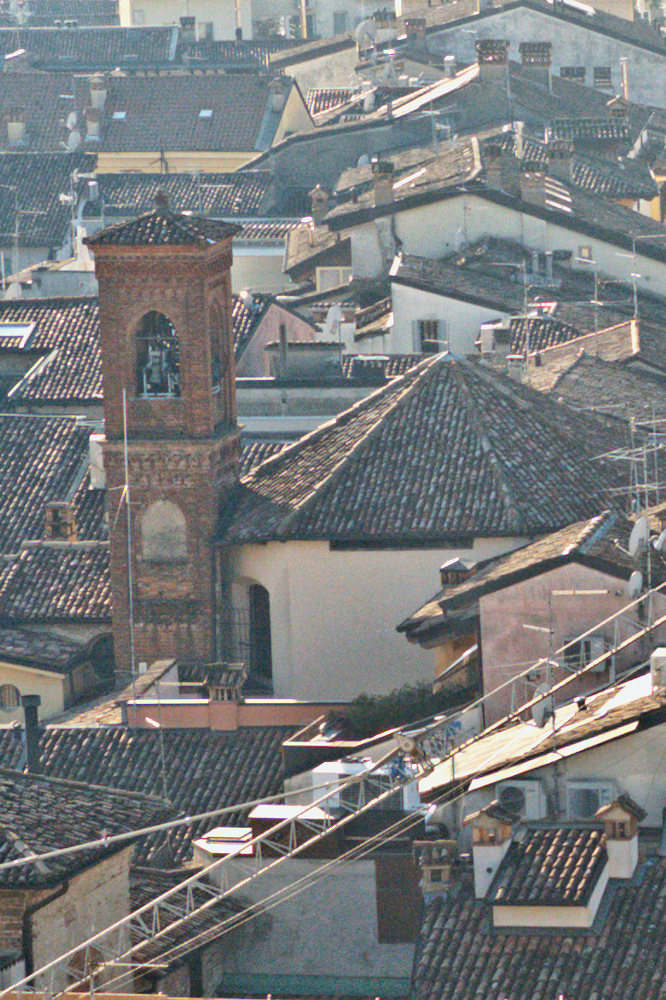
Il campanile.

Il campanile si trova sul lato sud-est e inglobato nell’edificio. Il livello inferiore è antico (due-trecentesco, in mattoni a vista, con lesene angolari e concluso da due file di archetti pensili in cotto; al centro delle specchiature si trovano quattro finestre tamponate in stile gotico. Il livello superiore è frutto di una sopraelevazione di fine Ottocento ad imitazione di quello inferiore, all’interno del quale sono collocate le cinque campane. La copertura è a falde con coppi.

### Interni

#### La pianta

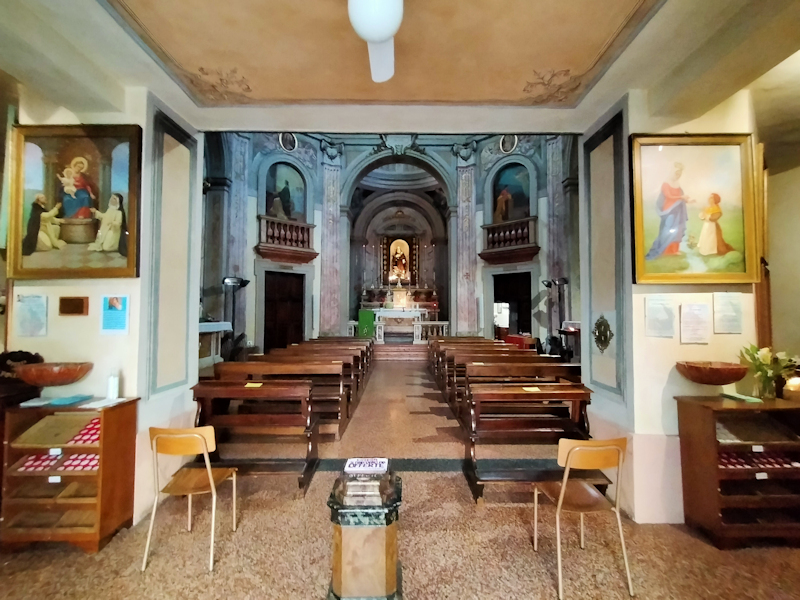
L'accesso all'ottagono.

Poiché l’area occupata dalla chiesa era relativamente limitata, si pensò di ricavare all’interno del lotto rettangolare una forma quadrata con inserito un ottagono terminante con un’alta cupola per dare spazialità verticale agli interni, una sorta di pianta a croce greca senza i bracci laterali. L’ottagono ha due archi aperti, uno costituisce l’arco trionfale verso il presbiterio e l’altro dà su una sorta di vano che si forma fino alla controfacciata interrotto a mezz’altezza da una balconata.
Anche il presbiterio è coronato da una cupola rotonda e ai suoi lati vi furono ricavati due ambienti, per l’accesso al campanile e per la sacrestia.

#### Il vano d’accesso

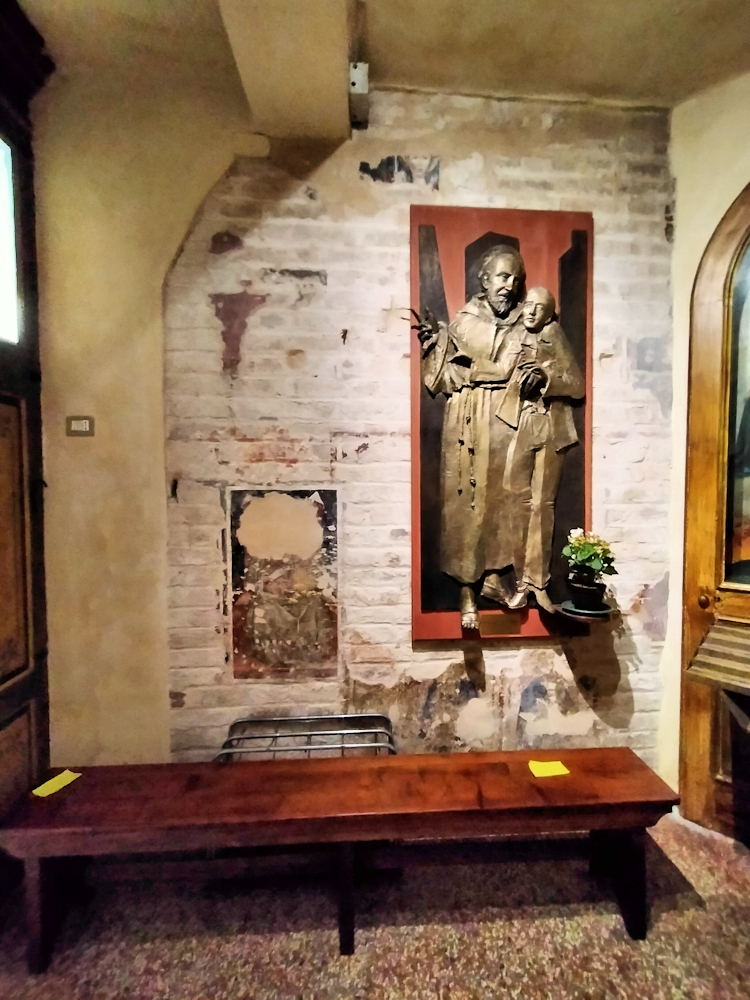
Tracce degli affreschi del XIV secolo lungo la controfacciata e la statua bronzea di san Pio da Pietrelcina di Maurizio Zurla.

Lungo la controfacciata, in particolare a sinistra (entrando) della bussola dell’ingresso, sono stati riportati alla luce tracce di affreschi antichi, indizio che la parete venne preservata durante il rifacimento del XVIII secolo. Si tratta di lacerti trecenteschi, tra i quali un volto, una Madonna con Bambino (priva del capo), alcune figure in piedi, tracce di figure di santi, forse una scena originariamente organizzata per riquadri e con tema mariano. Alla parete è collocata anche una statua in bronzo raffigurante san Pio da Pietrelcina opera dei primi anni duemila di Maurizio Zurla.
Proseguendo sulla parete sinistra dell’atrio vi troviamo un affresco su tela, le Anime purganti, di fattura popolare del 1574; inoltre, sono appese due tele: la prima raffigura la scena de Il sacrificio di Isacco, di attribuzione e datazione incerta: potrebbe risalire al XVII secolo e provenire dalla scuola del Barbelli o forse è del secolo successivo ed uscita dalla scuola di Giacomo Desti (detto il Cardellino). La seconda tela raffigura San Giovanni interrogato dai farisei, di autore anonimo, forse anche questa proveniente dalla scuola di Giacomo Desti. Le due tele sono inframezzate dalle statue di San Giovanni Bosco e Sant’Antonio di Padova.
A destra dell’ingresso, all’interno di un'elaborata cornice è posto un olio su tavola novecentesco raffigurante San Giuda Taddeo. Proseguendo è stata creata una piccola grotta dedicata all’apparizione della Vergine a Lourdes.
Lungo la parete destra, a lato dell’ingresso laterale e prima di uno dei lati dell’ottagono è stata appesa la tela con San Filippo Neri e la Vergine, opera settecentesca della scuola di Giacomo Desti oppure di quella di Guido Reni, per quanto altri autori tendono a fare il nome di Francesco Picenardi di scuola cremonese.
Sulle pareti esterne dell’ottagono che danno verso l’atrio sono appese alcune tele devozionali.
Sopra l’atrio è collocata una balconata con l’organo posizionato in una cantoria in muratura, privo di cassa e prospetto e racchiuso in una cassa espressiva; la consolle è accostata allo strumento e rivolta verso l’aula..

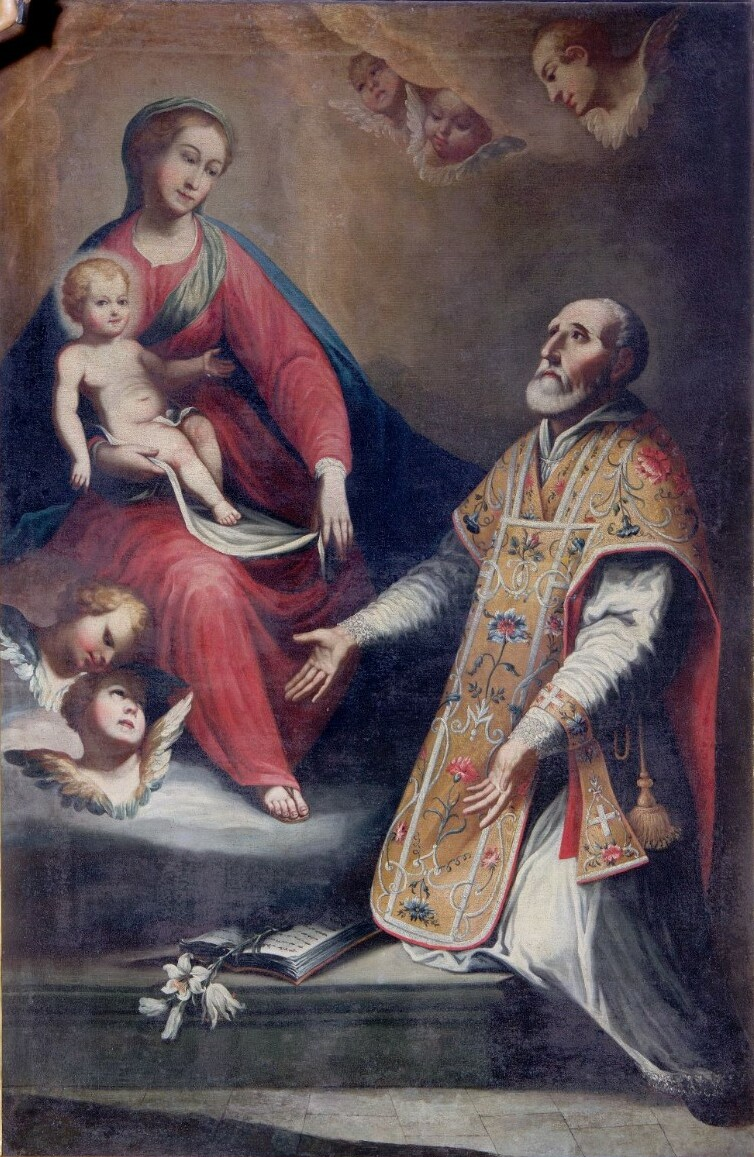
Giacomo Desti (attribuzione) o Francesco Picenardi (attribuzione), San Filippo neri e la Vergine, olio su tela, 1750-1799 ca.
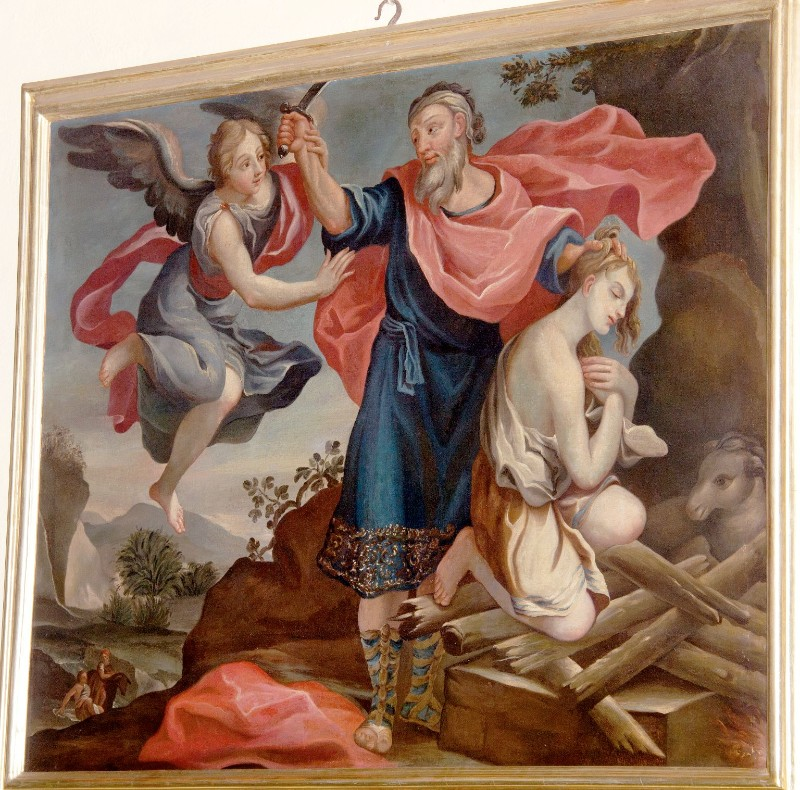
Giacomo Desti (attribuzione), Il sacrificio di Isacco, olio su tela, 1750-1799 ca.
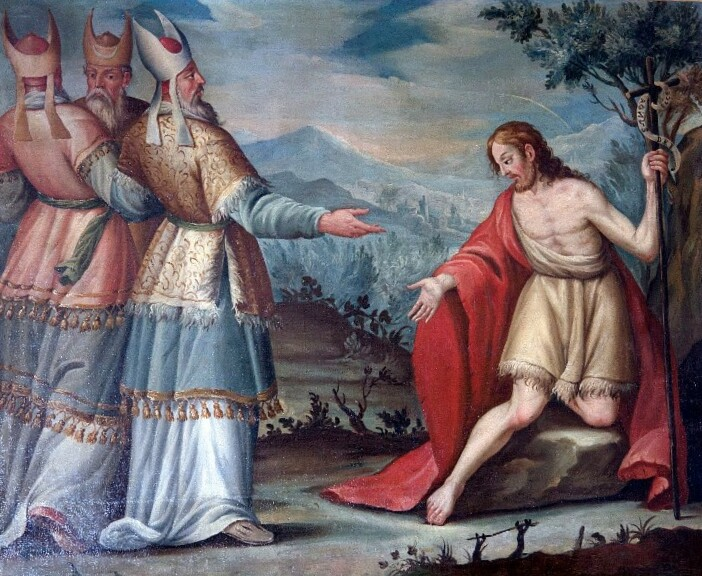
Giacomo Desti (attribuzione), San Giovanni Battista interrogato dai farisei, olio su tela, 1750-1799 ca.
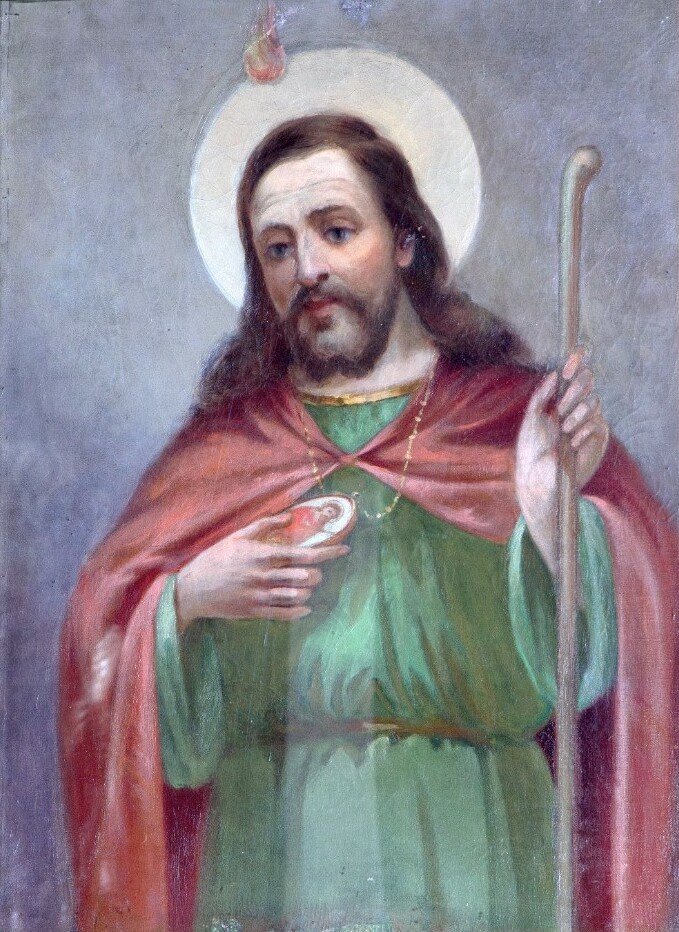
Anonimo, San Giuda Taddeo, olio su tavola, 1900-1924 ca.

#### L’aula
Ai lati trasversali dell’ottagono si trovano i due altari laterali. Quello di destra è dedicato al Sacro Cuore con la scena de L'apparizione del Sacro Cuore a Santa Margherita Maria Alacoque, una scultura in altorilievo parte in cera modellata e dipinta e parte in legno intagliato, dipinto e dorato, di autore anonimo e risalente alla fine del XIX secolo.

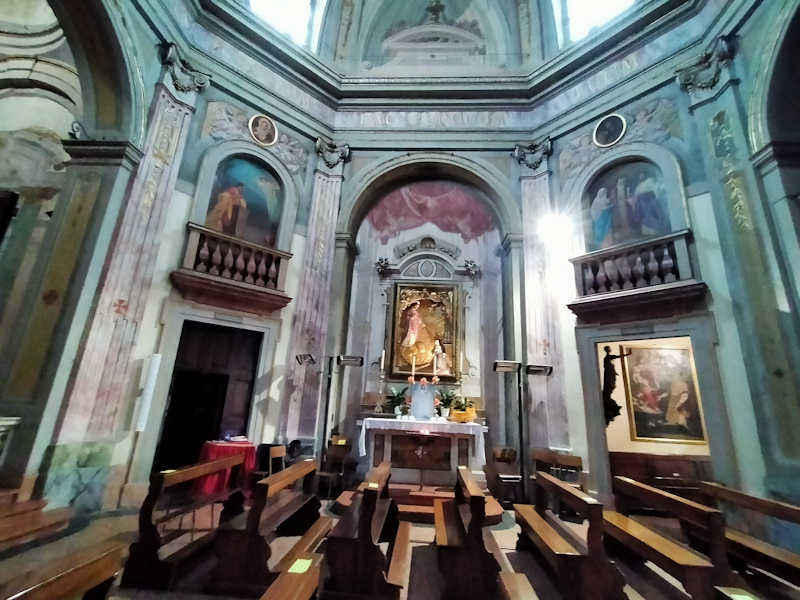
Il lato destro dell'ottagono.
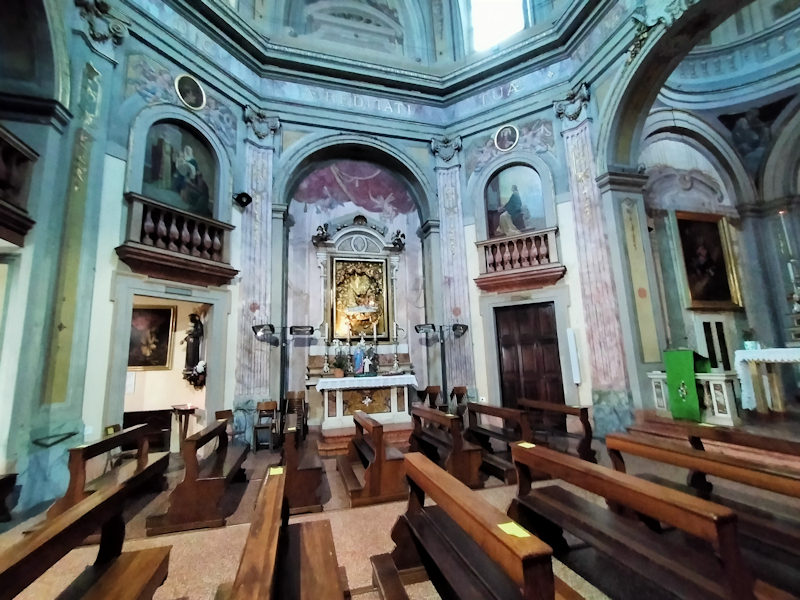
Il lato sinistro.
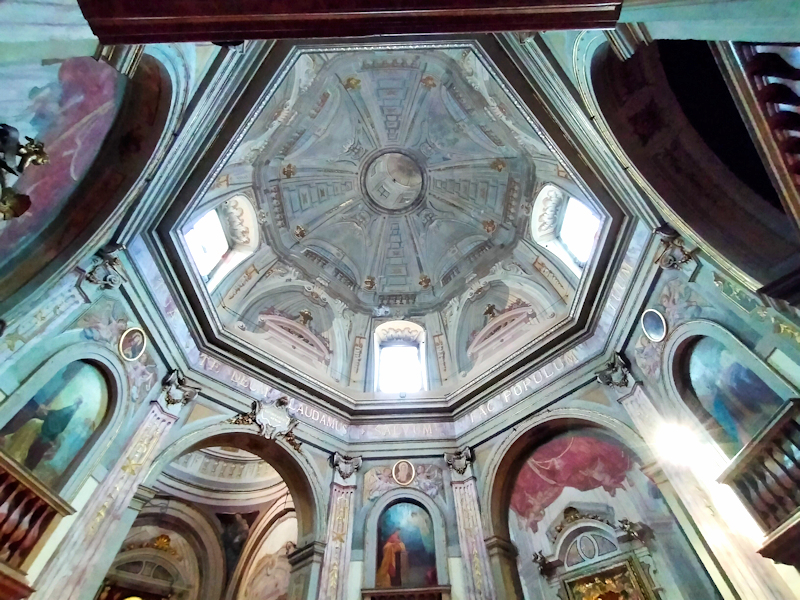
La cupola.

L’altare laterale di sinistra è intitolato alla Natività di Maria e vi è collocata la statua in gesso e cera di Maria Bambina all'interno di un vivace scenario in stucco.
Nei quattro lati rimanenti dell’ottagono vi sono quattro aperture: due accedono all’atrio d’ingresso, quelle di fondo immettono al vano del campanile e alla sacrestia. Sopra vi sono quattro tempere a tela poste in altrettante nicchie anticipate da finte balconate: Lo sposalizio di Maria e Giuseppe di autore ignoto, Presentazione di Gesù al tempio e L’annunciazione di Pio Pizzi, Santa Cecilia di Antonio Mayer, tutte databili alla fine del XIX secolo.
La cupola è decorata in chiaroscuro con le vele spezzate da finestroni alternati a quattro nicchioni all’interno delle quali compaiono cimase fiorite. Sopra vi è stata dipinta una balaustra con nicchie e balconcini, fino a terminare ad una lanterna illusoria. Tutto è stato realizzato in prospettiva. Per la realizzazione dell’apparato decorativo si ipotizzato l’intervento di Orlando Bencetti.

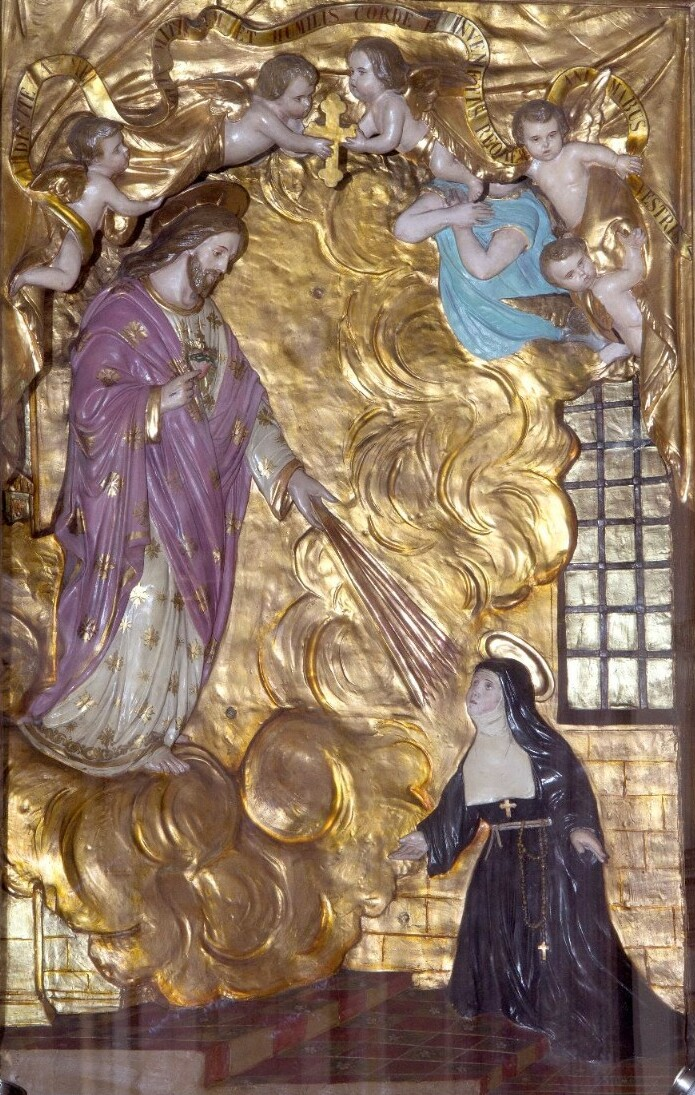
Anonimo, Santa Margherita d'Alacoque, cera modellata, dipinta; legno intagliato, dipinto, dorato, 1890-1899 ca.
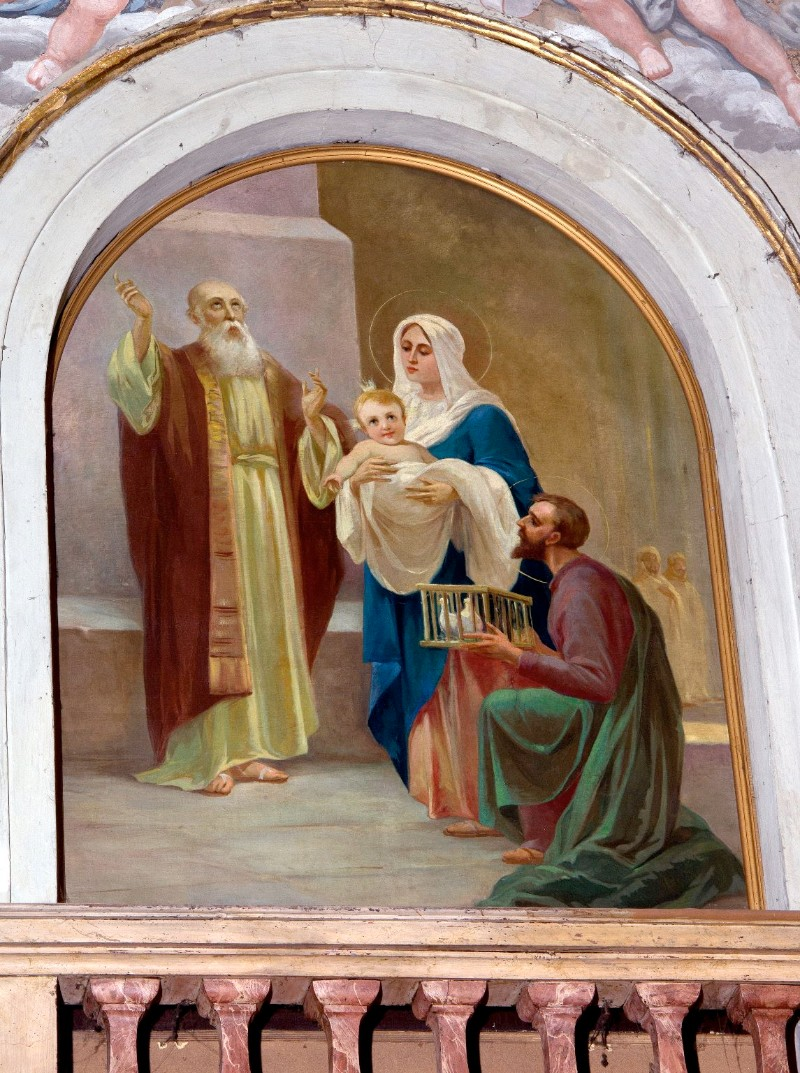
Pizzi Pio, Presentazione di Gesù al tempio, tempera su tela, 1890-1899 ca.
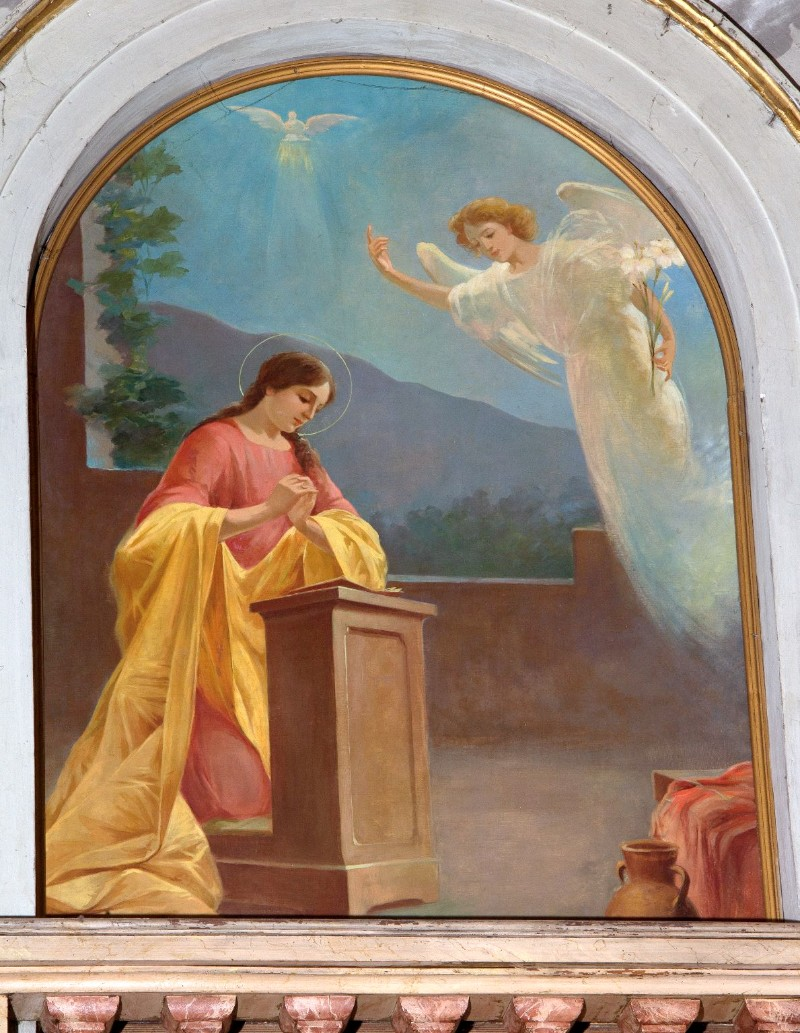
Pizzi Pio, Annunciazione, tempera su tela, 1890-18999 ca.
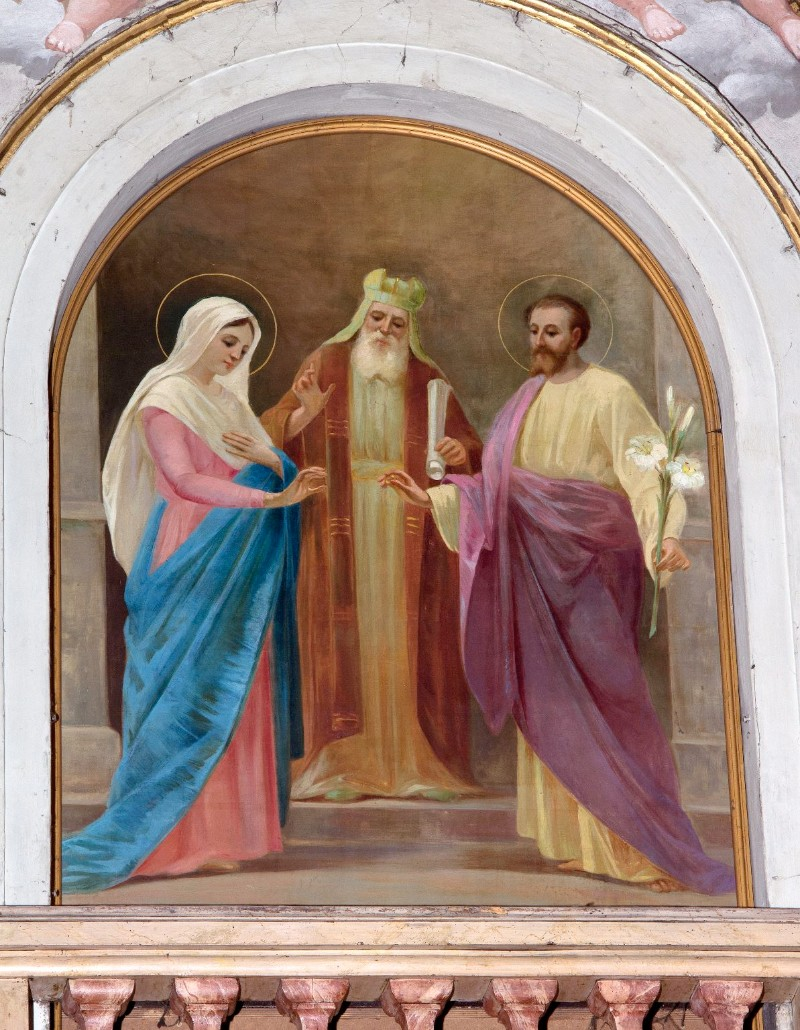
Anonimo, Sposalizio di Maria e Giuseppe, tempera su tela, 1890-1899 ca.
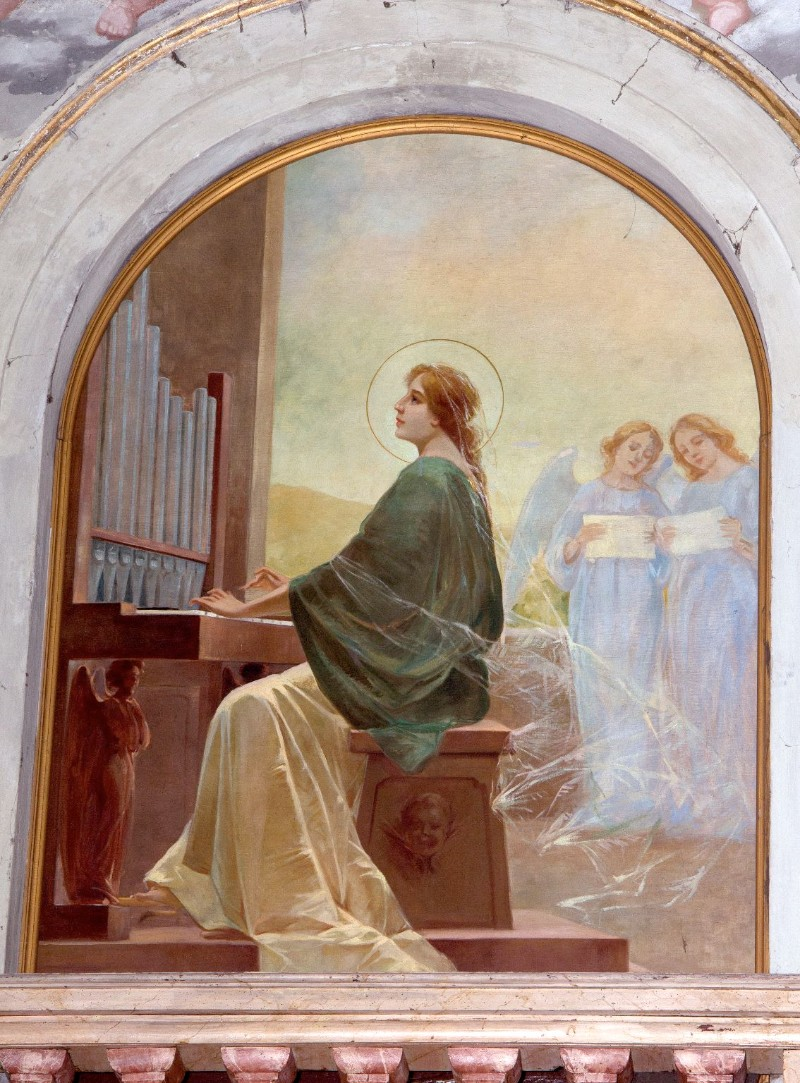
Antonio Mayer, Santa Cecilia, affresco, tempera su tela, 1890-1899 ca.

#### Il presbiterio
È di forma quadrata, lievemente rialzato rispetto al pavimento dell’aula, anticipato da due porzioni di balaustra e arco trionfale con cartiglio. È coperto da una cupola decorata con disegni geometrici nella quale si aprono due finestre con le vetrate disegnate nei primi anni 2000 da Maurizio Zurla che sottolineano la continuità del Vangelo. Nelle vele sono stati affrescati con colori tenui i Quattro evangelisti, di autore ignoto.
Alle pareti laterali del presbiterio sono appese due tele settecentesche; a destra la Deposizione di Gesù opera anonima di scuola lombarda o forse di ambito veronese (si è ipotizzato il nome di Antonio Balestra). Alla parete sinistra è collocata la tela de L’Assunta, pure di attribuzione e scuola incerta: lombarda oppure veronese.
Nell’alzata è collocata la statua del santo titolare in legno scolpito e dipinto, riconducibile ad una generica scuola lombarda della seconda metà del XIX secolo.

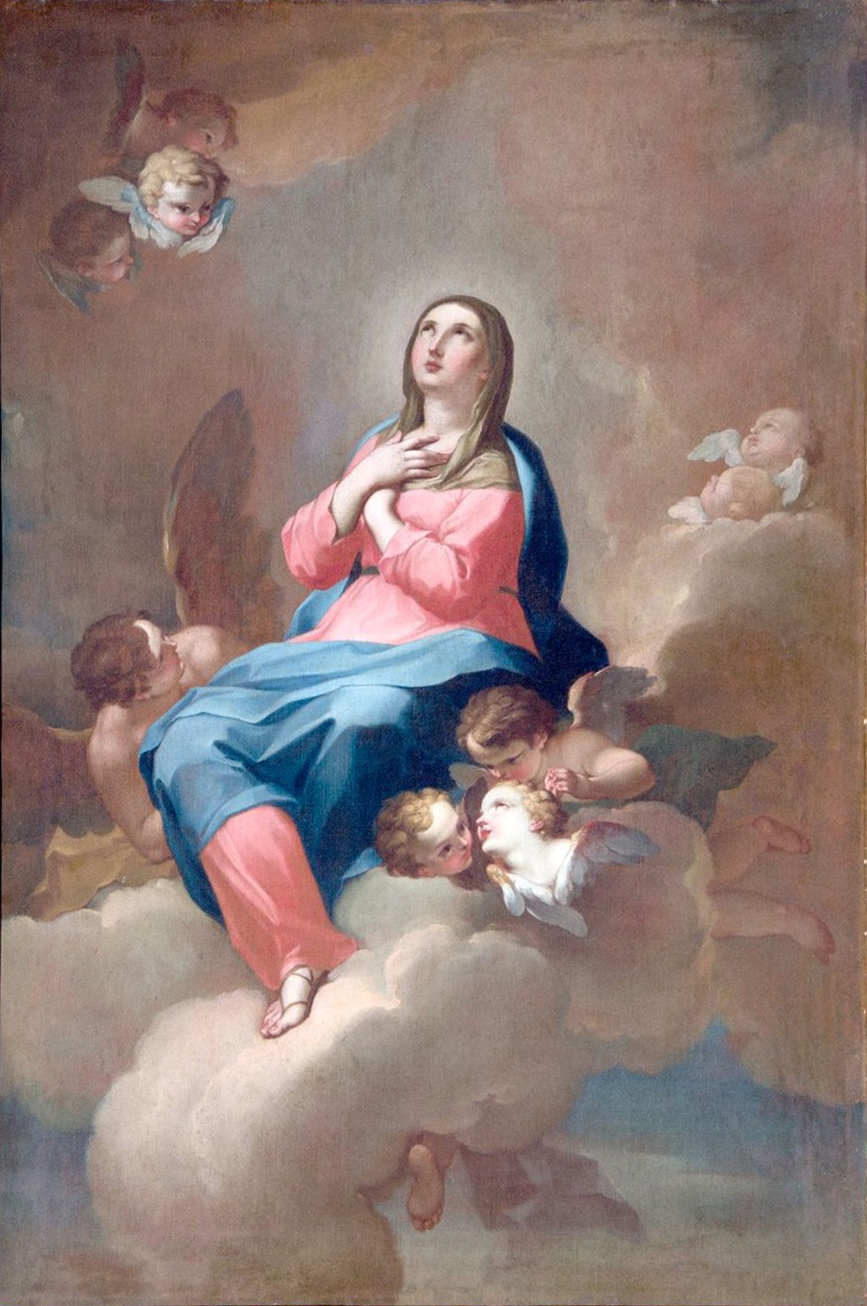
Anonimo, Assunzione di Maria, olio su tela, 1750-1799 ca.
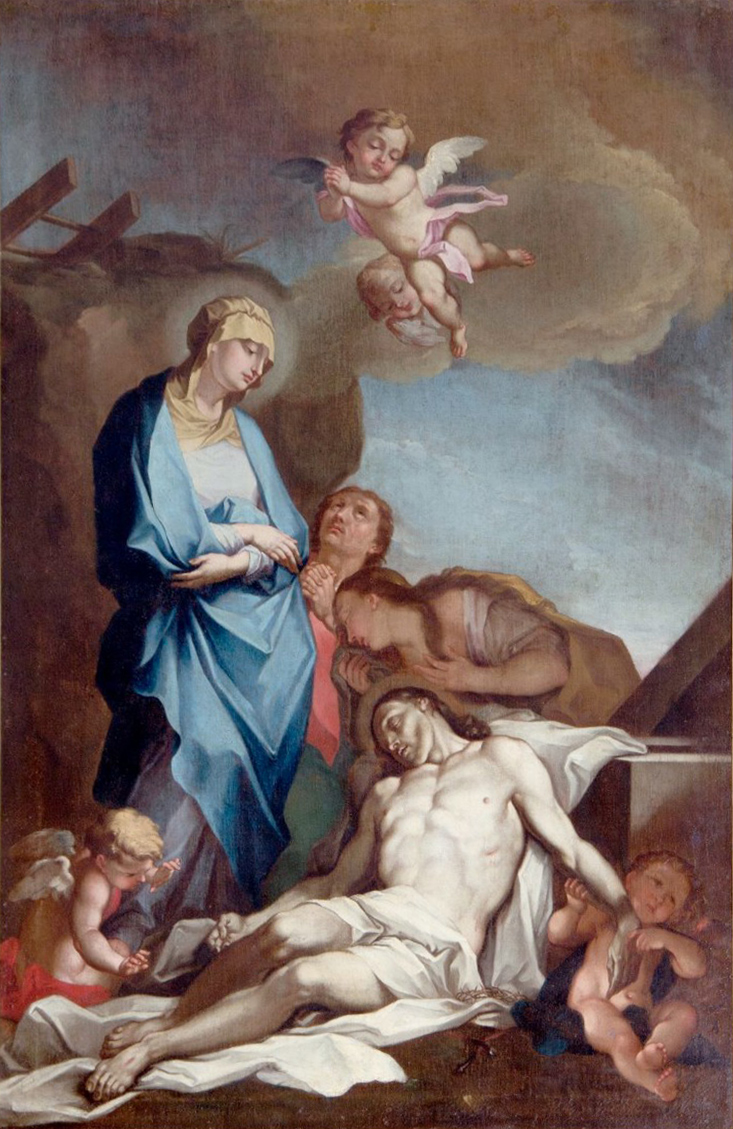
Antonio Balestra (attribuzione), Deposizione, olio su tela, 1700-1740 ca.
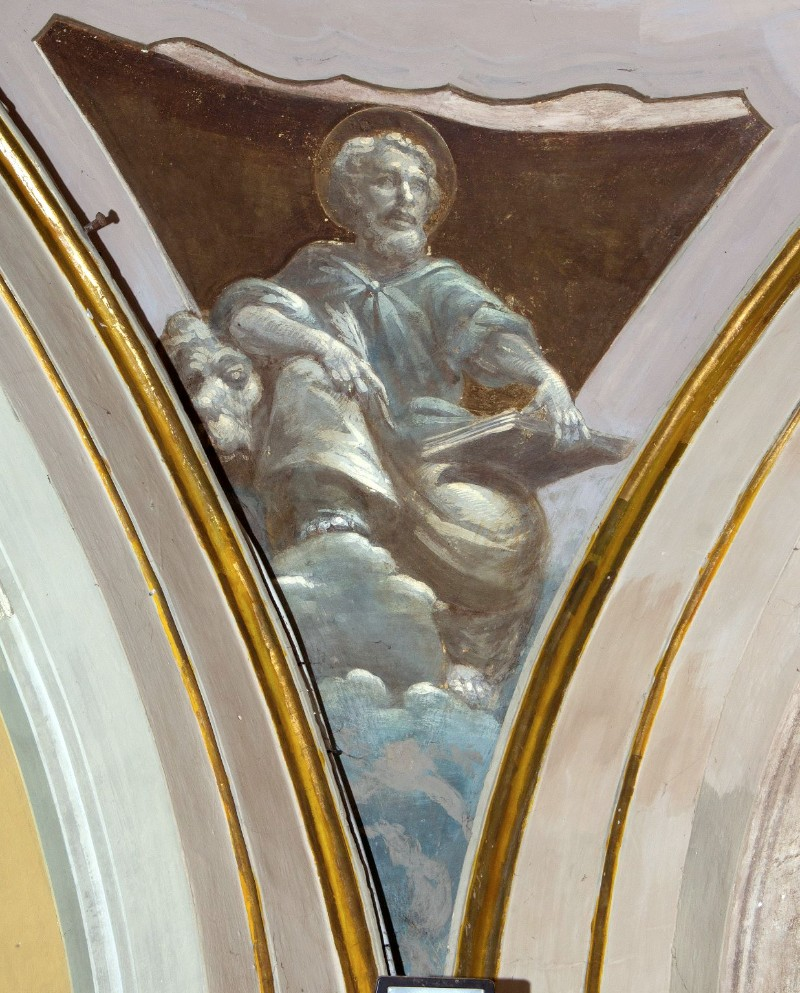
Anonimo, San Marco evangelista, affresco, 1750-1799 ca.
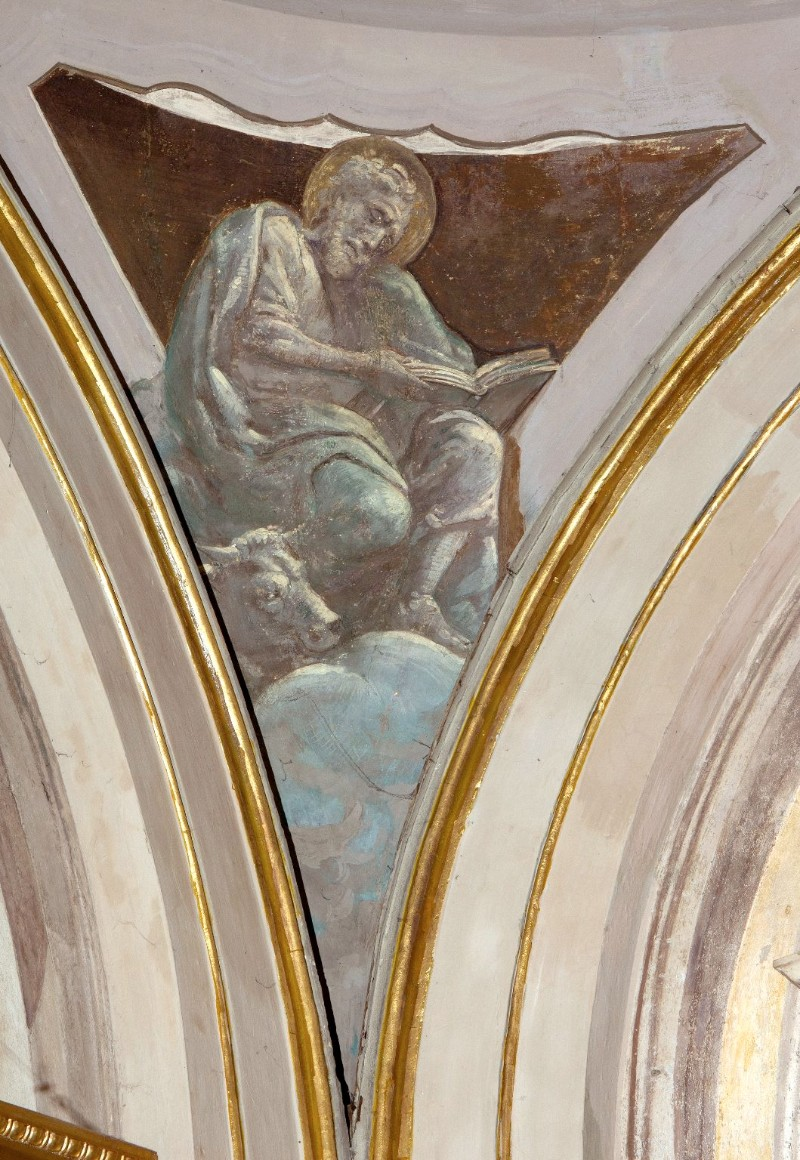
Anonimo, San Luca evangelista, affresco, 1750-1799 ca.
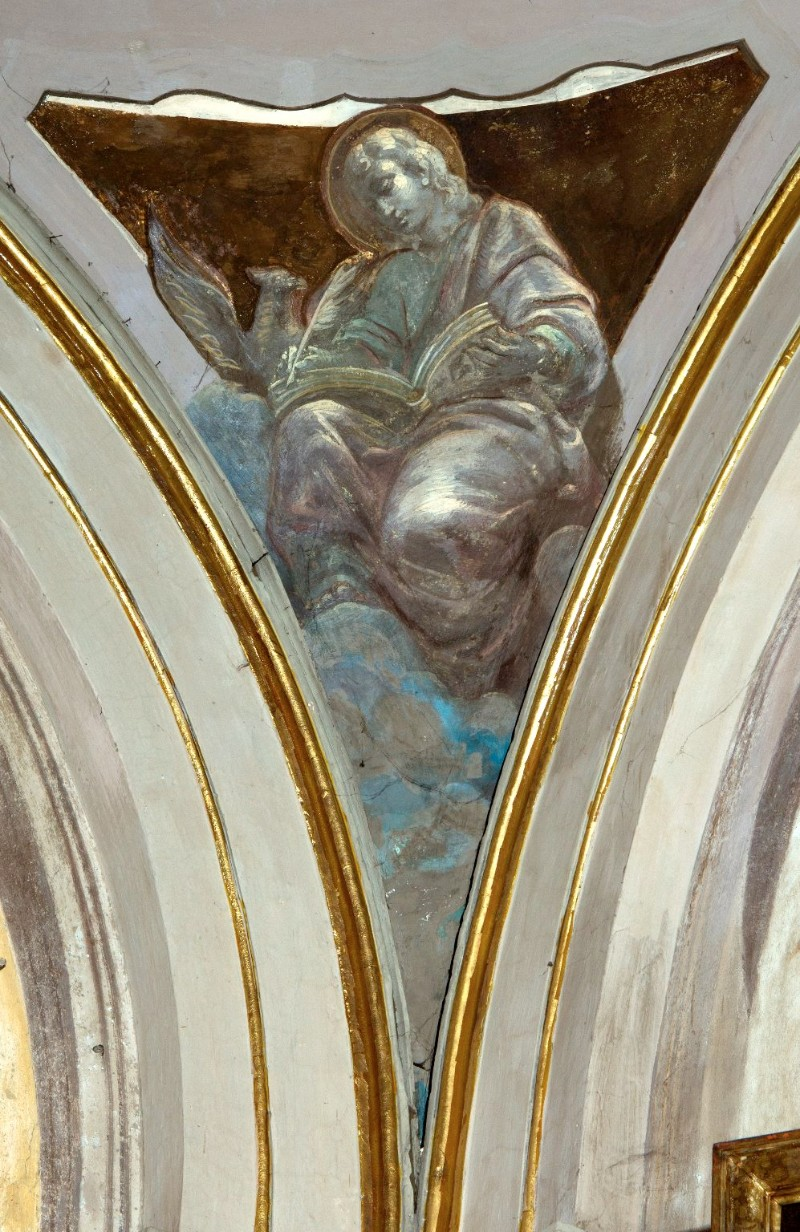
Anonimo, San Giovanni evangelista, affresco, 1750-1799 ca.
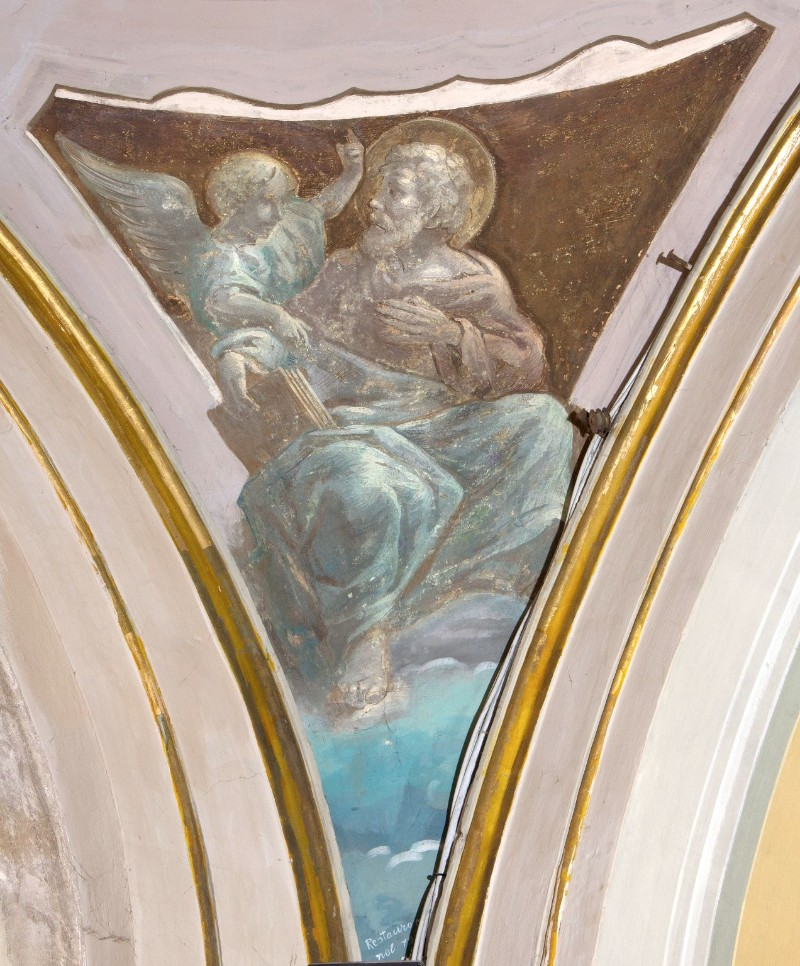
Anonimo, San Matteo evangelista, affresco, 1750-1799 ca.

### In sacrestia
Sono custodite altre opere: il Ritratto del reverendo Agostino Vecchi, con una scritta che lo ricorda quale prevosto della chiesa della Santissima Trinità ed il principale sostenitore affinché sant’Antonio divenisse luogo di preghiera sotto la protezione della Vergine; è di autore ignoto e risale dei primi anni del Seicento; in sagrestia è deposta anche un'altra tela di autore ignoto che raffigura San Carlo Borromeo. Infine, una Pietà, olio su tela di ambito lombardo della seconda metà del XVIII secolo, forse di Antonio Balestra.

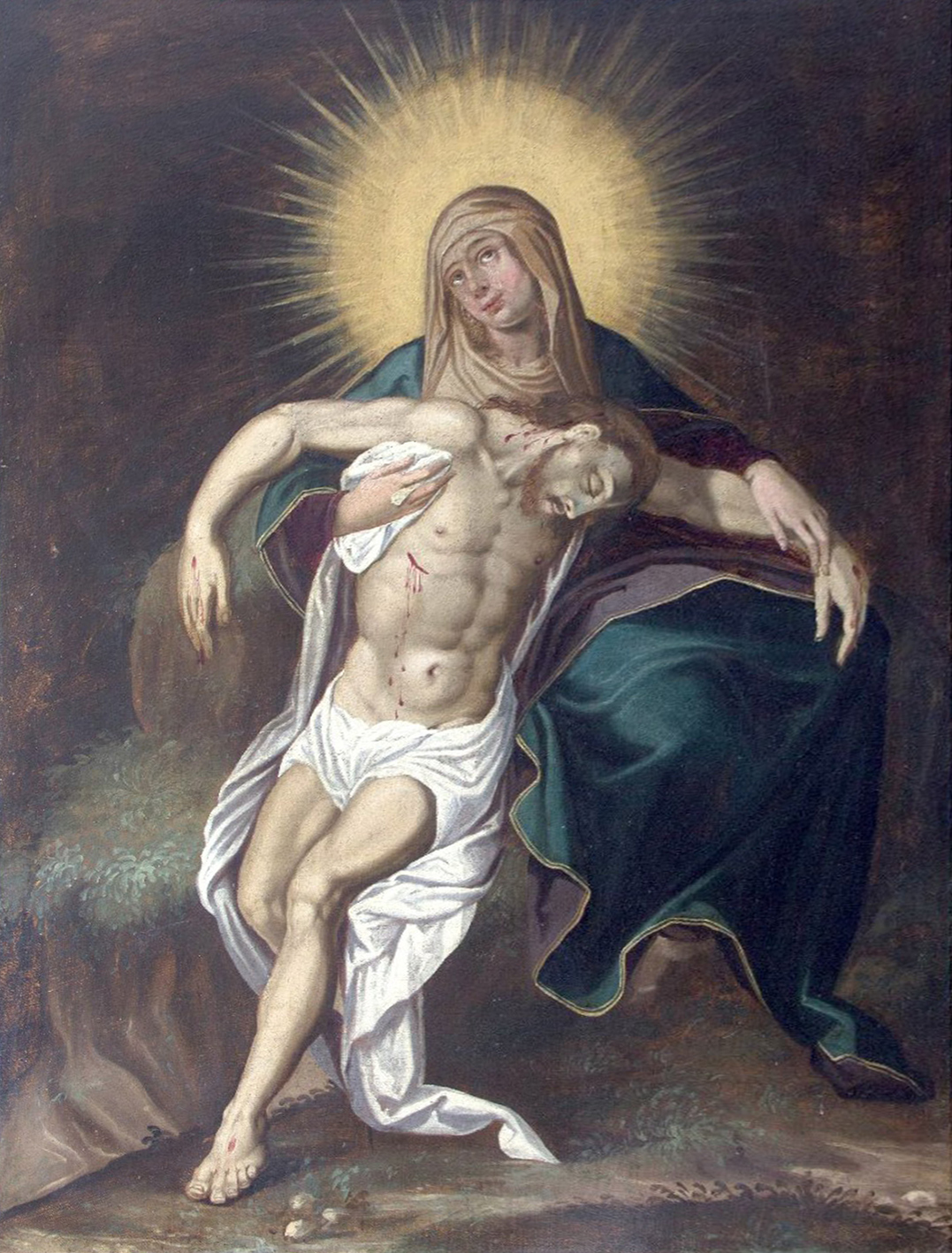
Anonimo, Pietà, olio su tela, 1750-1799
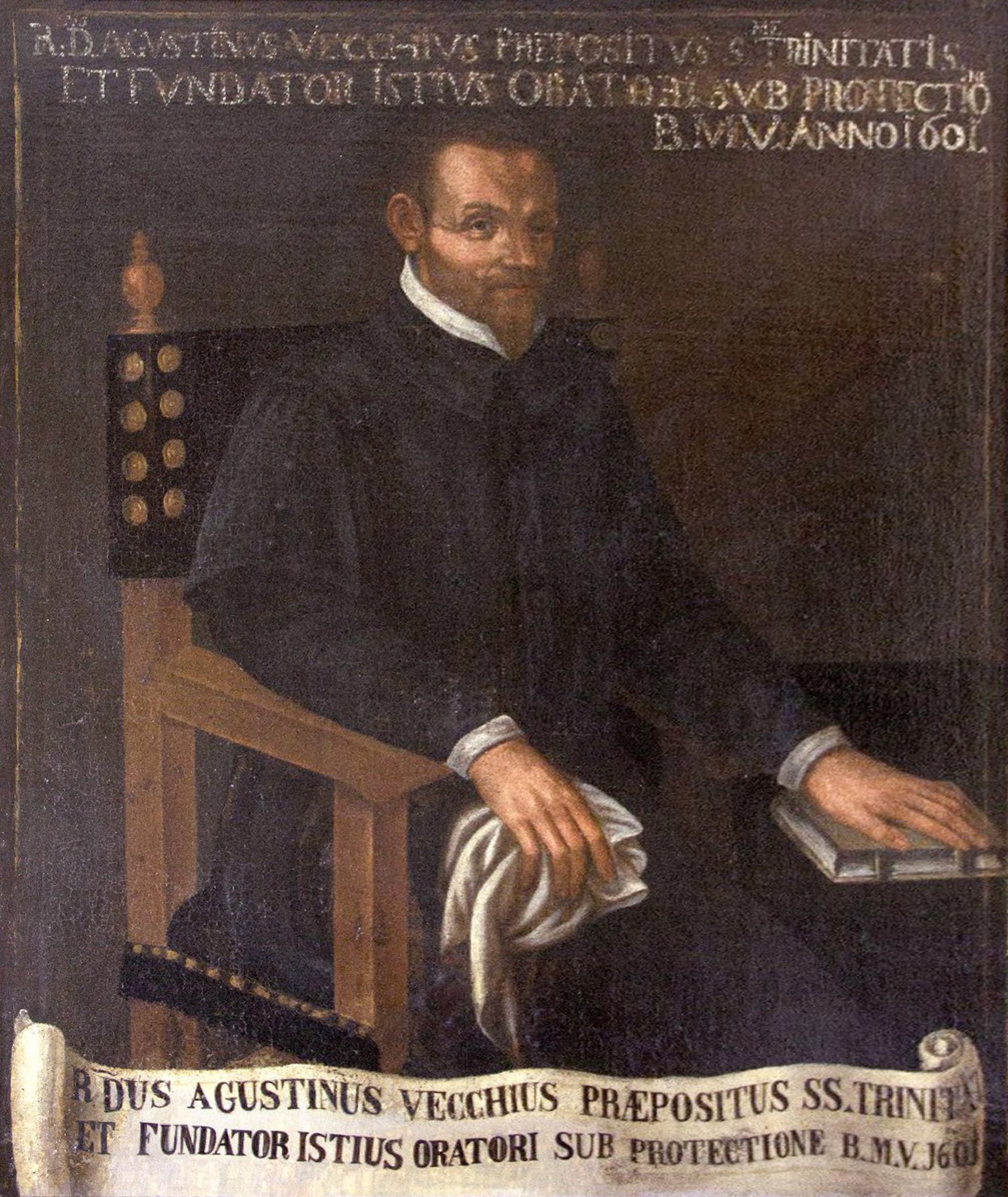
Antonio Balestra (attribuzione), Ritratto del prevosto Agostino Vecchio, olio su tela, 1601 ca.

### L’ospizio
Non rimane quasi nulla di rilevante, salvo un affresco sotto il portico del cortile con un ritratto di Sant’Antonio benedicente, collocato in un motivo circolare disegnato circondato da una decorazione in finto marmo.

### Opere disperse
Da un salone demolito dell’ex convento proviene una serie di 55 tavolette ora proprietà del Capitolo della Cattedrale.

### Tradizioni
Ogni anno il 17 gennaio vengono benedetti gli animali domestici.